# Underneath the Stars
Singles de Mariah Carey
Forever
(1996) Honey
(1997)
Underneath the Stars est une chanson de l'artiste américaine Mariah Carey. La chanson est écrite et produite par Carey et Walter Afanasieff pour son cinquième album studio, Daydream (1995). Elle sort en single le 5 avril 1996 sous le label Columbia Records comme sixième et dernier single de l'album et en face B de Forever en Australie. La chanson R&B est l'une des chansons favorites de Carey et présente une mélodie retro tandis que les critiques musicaux la compare avec l'une de ses inspirations, Minnie Riperton.
Underneath the Stars ne reçoit qu'une promotion très limitée et n'entre pas dans le Billboard Hot 100. Cependant, elle arrive en 69e position du Hot R&B/Hip-Hop Songs. Elle est considérée comme l'une des meilleures chansons de Daydream et l'une des chansons les plus importantes. Aucun clip n'est réalisé pour Underneath the Stars mais elle l'interprète lors du Daydream World Tour. La prestation du concert à Tokyo apparaît dans la vidéo Mariah Carey Live In Japan. Un clip musical a été publié le 13 novembre 2020.

## Genèse
Tout au long de l'année 1993, Carey commencer à enregistrer Music Box qui deviendra l'album le plus vendu de sa carrière. Pour ses deux derniers albums, ses choix créatifs étaient fortement contrôlés par Columbia Records et Tommy Mottola. L'album précédent, Emotions (1991), s'inspire du gospel, du R&B et de la soul music des années 1950, 1960 et 1970 mais n'atteint pas le même succès que son premier album. Après cette performance commerciale moyenne, Columbia voudraient que Music Box soit une machine à tubes diffusés à la radio. L'album est un disque pop et est plus éclectique que Emotions. Music Box se vend à 32 millions d'exemplaires et est l'un des albums les plus vendus de tous les temps,. Grâce au succès de l'album, Carey a plus de contrôle sur sa musique dans Daydream (1995).
Avant de chercher les directions musicales que prendront l'album, Carey a déjà l'inspiration et la mélodie pour Underneath the Stars et estime qu'elle a sa place dans l'album quel que soit le son qu'elle a. Elle est la première chanson que Carey écrit et enregistre pour l'album, et est un hommage sur la musique avec laquelle elle a grandi et sur l'une de ses influences musicales, Minnie Riperton. Underneath the Stars est la première chanson que Carey enregistre pour son cinquième album studio, Daydream (1995). La chanson est choisie comme sixième et dernier single et sort le 5 avril 1996 sous le label Columbia Records. En Australie, la chanson sort en face B du single Forever (1996).

## Polémique
Underneath the Stars est sujet à controverse quelque temps après sa sortie. Plus tard, en 1998, quand Carey compose des chansons pour sa première compilation, Number 1's, la chanson est encore au centre du scandale. Ils ne sont pas d'accord sur le contenu qu'ils vont mettre dans la compilation. Sony veut faire un album avec tous ses numéros un américains, sans nouvelles chansons. Carey, elle, veut que cette compilation incorpore ses chansons favorites et les plus personnelles et non pas sur le succès commercial. Pour accompagner ses treize numéros un, Carey enregistre quatre nouvelles chansons. Elle estime qu'exclure toute nouvelle chanson serait trahir ses fans. Compromise, Carey a souvent exprimé son dégoût face au choix des chansons de l'album et l'omission de ses « chansons favorites ».
C'est pour cette raison que Sony nomme l'album #1's, sans en prendre en compte que Carey voulait exprimer ses sentiments, un recueil de ses numéros un. Elle cite souvent Underneath the Stars et Breakdown comme des chansons qu'elle n'a pas réussi à faire sortir en single.

## Structure musicale
Underneath the Stars présente une « atmosphère des années 1970 » et des scratches synthétiques pour donner à la chanson un son plus ancien. La voix de Carey est aussi doublée, elle chante les couplets dans un registre grave et les refrains dans un registre plus aigu. Carey trouve que l'enregistrement est simple pour donner un groove R&B et veut rendre hommage à Minnie Riperton, une des influences musicales de Carey. Selon Chris Nickson, le son est doux et composée d'une texture et d'une basse, montrant un côté plus créatif de Carey. Tout en faisant la critique de Daydream, Stephen Holden de The New York Times décrit la double voix de la chanson et les paroles : « Underneath the Stars, dans laquelle toutes les voix sont de Mariah Carey, atteint la même synergie entre la dissolution des paroles et des lignes vocales entrelacées quand elle chante : « Beautifully and bittersweetly/ You were fading into me » ».

## Accueil
Même si elle n'a pas reçue de vraie sortie commerciale, Underneath the Stars devient l'une des pistes les mieux reçues par les critiques qui complimentent la voix et l'instrument. Chris Nickson, auteur de Mariah Carey revisited: her story, dit que la chanson est « aussi bien solide que n'importe quel rythme lent sorti dans les années 1990, et qui trouverait beaucoup de saveur la nuit avec des danseurs ». Chris Dickinson de St. Louis Post-Dispatch trouve que la chanson est l'une des meilleures compositions de Carey et écrit : « Elle évoque facilement une sensualité rêveuse langoureuse avec une bassline vibrante et des scratches synthétiques ». Christopher John Farlery de Time décrit Underneath the Stars comme une « nostalgie béante et fraîche » tandis que Cheo H. Coker la trouve « dynamique mais subtile, ». Bien qu'il n'y ait pas de clip, la chanson reçoit une promotion très limitée et n'atteint que la 69e du classement Hot R&B/Hip-Hop Songs.

## Interprétations scéniques
À cause de sa faible promotion, Carey n'interprète Underneath the Stars que lors du Daydream World Tour (1996). Durant les concerts au Japon, la chanson est en dixième position de la programmation. Elle se montre sur scène avec une longue robe de soirée noire et Carey discute de la composition et du développement de la chanson avec le public avant de chanter. 

## Versions
CD single et Vinyl 45 tours,
1. Underneath the Stars — 3:33
2. Underneath the Stars (Drifiting Re-Mix) — 4:00
3. Underneath the Stars (Drifiting Re-Mix W/O Rap) — 4:00

CD single version australienne
1. Forever – 4:01
2. Underneath the Stars – 3:33
3. Forever (Direct) – 4:12
4. Make It Happen (Direct) – 4:43

## Crédits
Crédits issus de l'album Daydream
- Maiah Carey – chant, auteur, producteur
- Walter Afanasieff – auteur, producteur, mixage
- Herb Powers – mastering

## Compléments